# ベントン郡 (アーカンソー州)
ベントン郡（Benton County）は、アメリカ合衆国アーカンソー州にある郡である。人口は28万4333人（2020年）。郡庁所在地はベントンビルである。ベントン郡は1836年に設立され、ミズーリ州選出アメリカ合衆国上院議員トーマス・ハート・ベントン (Thomas Hart Benton) の名を取って命名された。

## 地理

アーカンソー州内の位置

アメリカ合衆国統計局によると、この郡は総面積2,280km2（880mi2）である。このうち2,191km2（846mi2）が陸地、89km2（34mi2）が水域で、総面積の3.89%が水域となっている。

### 隣接する郡
- ミズーリ州バリー郡  (北)
- キャロル郡  (東)
- マディソン郡  (南東)
- ワシントン郡  (南)
- オクラホマ州アデア郡  (南西)
- オクラホマ州デラウェア郡  (西)
- ミズーリ州マクドナルド郡  (北西)

## 人口動静
2000年国勢調査で、この郡は人口153,406人、58,212世帯、及び43,484家族が暮らしている。人口密度は70/km2 (181/mi2) である。29/km2 (76/mi2) の平均的な密度に64,281軒の住居が建っている。この郡の人種的構成は白人90.87%、アフリカン・アメリカン0.41%、先住民1.65%、アジア1.09%、太平洋諸島系0.08%、その他の人種4.08%、及び混血1.82%である。人口の8.78%がヒスパニックまたはラテン系である。
この郡内の住民は26.60%が18歳未満の未成年、18歳以上24歳以下が8.60%、25歳以上44歳以下が29.40%、45歳以上64歳以下が21.10%、及び65歳以上が14.30%にわたっている。中央値年齢は35歳である。女性100人ごとに対して男性は97.40人である。18歳以上の女性100人ごとに対して男性は94.90人である。
この郡の世帯ごとの平均的な収入は40,281米ドルであり、家族ごとの平均的な収入は45,235米ドルである。男性は30,327米ドルに対して女性は22,469米ドルの平均的な収入がある。この郡の一人当たりの収入 (per capita income) は19,377米ドルである。人口の10.10%及び家族の7.30%は貧困線以下である。全人口のうち18歳未満の13.80%及び65歳以上の7.30%は貧困線以下の生活を送っている。

## 都市及び町
| - ベントンビル - ロジャーズ - センタートン - ハイフィル - スプリングタウン - Avoca - Bella Vista - Bethel Heights - Cave Springs - Decatur - Elm Springs | - Garfield - Gateway - Gentry - Gravette - Little Flock - Lowell - Pea Ridge - Prairie Creek - Siloam Springs - Springdale - Sulphur Springs |